# Rundell Winchester
Rundell Winchester (Point Fortin, 16 dicembre 1993) è un calciatore trinidadiano, attaccante del Lija Athletic.

## Statistiche

### Cronologia presenze e reti in nazionale
Aggiornato al 15 giugno 2023

| Cronologia completa delle presenze e delle reti in nazionale ― Trinidad e Tobago | Cronologia completa delle presenze e delle reti in nazionale ― Trinidad e Tobago | Cronologia completa delle presenze e delle reti in nazionale ― Trinidad e Tobago | Cronologia completa delle presenze e delle reti in nazionale ― Trinidad e Tobago | Cronologia completa delle presenze e delle reti in nazionale ― Trinidad e Tobago | Cronologia completa delle presenze e delle reti in nazionale ― Trinidad e Tobago | Cronologia completa delle presenze e delle reti in nazionale ― Trinidad e Tobago | Cronologia completa delle presenze e delle reti in nazionale ― Trinidad e Tobago |
| Data                                                                             | Città                                                                            | In casa                                                                          | Risultato                                                                        | Ospiti                                                                           | Competizione                                                                     | Reti                                                                             | Note                                                                             |
| -------------------------------------------------------------------------------- | -------------------------------------------------------------------------------- | -------------------------------------------------------------------------------- | -------------------------------------------------------------------------------- | -------------------------------------------------------------------------------- | -------------------------------------------------------------------------------- | -------------------------------------------------------------------------------- | -------------------------------------------------------------------------------- |
| 16-10-2013                                                                       | Port of Spain                                                                    | Trinidad e Tobago                                                                | 0 – 0                                                                            | Nuova Zelanda                                                                    | Amichevole                                                                       | -                                                                                | 87’                                                                              |
| 16-11-2013                                                                       | Montego Bay                                                                      | Giamaica                                                                         | 0 – 1                                                                            | Trinidad e Tobago                                                                | Amichevole                                                                       | -                                                                                | 90’                                                                              |
| 20-11-2013                                                                       | Port of Spain                                                                    | Trinidad e Tobago                                                                | 2 – 0                                                                            | Giamaica                                                                         | Amichevole                                                                       | -                                                                                | 25’                                                                              |
| 5-6-2014                                                                         | Buenos Aires                                                                     | Argentina                                                                        | 3 – 0                                                                            | Trinidad e Tobago                                                                | Amichevole                                                                       | -                                                                                | 86’                                                                              |
| 24-3-2023                                                                        | Nassau                                                                           | Bahamas                                                                          | 0 – 3                                                                            | Trinidad e Tobago                                                                | CONCACAF Nations League 2022-2023 - 1º Turno                                     | -                                                                                | 62’                                                                              |
| 28-3-2023                                                                        | Bacolet                                                                          | Trinidad e Tobago                                                                | 1 – 1                                                                            | Nicaragua                                                                        | CONCACAF Nations League 2022-2023 - 1º Turno                                     | -                                                                                | 45’                                                                              |
| Totale                                                                           |                                                                                  | Presenze                                                                         | 6                                                                                |                                                                                  | Reti                                                                             | 0                                                                                |                                                                                  |